# Suarni
Els suarni o suarnis (en llatí suarni, en grec antic Σουαρνοί) eren un poble de la Sarmàcia asiàtica a la regió de les Portes Caucàsiques, entre aquestes i el riu Rha. Al seu territori hi havia mines d'or, diu Plini el Vell. Segurament són els mateixos als que Ptolemeu esmenta com surans (surani, Σουρανοί) i els situa entre el riu Hippia i les muntanyes Ceràunies.